# Киссок, Джон Пол
Джон Пол Киссок (англ. John Paul Kissock; 2 декабря 1989, Фазакерли, Англия) — английский футболист, игравший на позиции полузащитника.

## Карьера
Джон родился в Фазакерли, Ливерпуль. Киссок играл за молодёжную команду «Ки Вейс» с шестилетнего возраста и вступил в академию своего любимого клуба премьер-лиги «Эвертон», год спустя. В «Ки Вейс» он играл вместе с Ли Молинье, который присоединился к Киссоку в молодежной системе «Эвертона» в 2000 году, и Чарли Барнеттом, позже присоединившемуся к «Ливерпулю». Во время учебы в средней школе архиепископа Бэка, Киссок был впервые выбран для игры за команду Англии (до 16 лет) в ноябре 2004 года, в то время, когда ему было только 14 лет, в матче против шотландских оппонентов младше 16 лет. Он играл за Англии (до 16 лет) еще три раза в течение 2005 года, а в апреле того же года обладателем ежегодной премии «Юный спортсмен Ливерпуля».